# NGC 5261
NGC 5261 est une galaxie lenticulaire située dans la constellation de la Vierge. Sa vitesse par rapport au fond diffus cosmologique est de 7 234 ± 20 km/s, ce qui correspond à une distance de Hubble de 106,7 ± 7,5 Mpc (∼348 millions d'al). NGC 5261 a été découverte par l'astronome britannique John Herschel en 1830.